# Home (Procol Harum)
Home is het vierde studioalbum van Procol Harum. De titel verwijst naar het thuisgevoel; een hernieuwde kennismaking van leden van The Paramounts (Brooker, Wilson, Trower en Copping).

## Inleiding
Met het vertrek van organist Matthew Fisher en basgitarist David Knight kreeg de muziek van Procol Harum een grotere hang naar bluesrock mede onder invloed van gitarist Robin Trower. Met organist en bassist Chris Copping trok de band in het najaar van 1969 de Trident Studios te Londen in om onder leiding van diezelfde Mathhew Fischer (muziekproducent) en Ken Scott (geluidstechnicus) te beginnen aan de opnamen van Home. De eens zo vloeiende samenwerking bleek echter verdwenen en de opnamen werden afgebroken. Procol Harum tekende een contract bij Chrysalis Records, maar moesten nog één album leveren aan Regal Zonophone. Muziekproducent Chris Thomas werd voorgesteld door de voormalige muziekproducent van The Paramounts als ook The Hollies. De band had inmiddels bij Wilson thuis nieuwe muziek ingestudeerd en onder deze omstandigheden trok de band met Thomas de Abbey Road Studios in. Tekstschrijver Keith Reid had voor het album een centraal thema gekozen: De dood. Als promotiesingle werd Whisky train gekozen.  
Voor de platenhoes werd een variant gekozen van Slangen en ladders (Snakes and Ladders).
De Nederlandse recensenten waren niet altijd even blij, maar OOR's Pop-encyclopedie (versie 1982) spreekt van “zeer de moeite waard”. Het album scoorde voornamelijk goed in de Verenigde Staten, Engeland en Australië. Albumlijst Billboard 200 noteerde het album vijftien weken met een hoogste positie op 34; Engeland een week op plaats 49.

## Musici
- Gary Brooker – piano, zang
- Robin Trower – gitaren, basgitaar
- Chris Copping – toetsinstrumenten, basgitaar
- B.J. Wilson – drumstel

In liedjes waarin de toetsen de boventoon voerden, speelde tijdens concerten Trower basgitaar; als gitaar de boventoon voerde speelde Copping basgitaar. 

## Muziek
| Nr. | Titel                                      | Duur |
| --- | ------------------------------------------ | ---- |
| 1.  | Whisky train (Reid, Trower)                | 4:31 |
| 2.  | The dead man’s dream (Reid, Brooker)       | 4:46 |
| 3.  | Still there’ll be more (Reid, Brooker)     | 4:53 |
| 4.  | Nothing that I didn’t know (Reid, Brooker) | 3:38 |
| 5.  | About to die (Reid, Trower)                | 3:35 |

| Nr. | Titel                           | Duur |
| --- | ------------------------------- | ---- |
| 1.  | Barnyard story (Reid, Brooker)  | 2:46 |
| 2.  | Piggy pig pig (Reid, Brooker)   | 4:47 |
| 3.  | Whaling stories (Reid, Brooker) | 7:06 |
| 4.  | Your own choice (Reid, Brooker) | 3:13 |

Deze negen tracks werden door Esoteric Recordings bij hun heruitgave in 2015 op één cd geperst en aangevuld door een tweede cd met afwijkende opnamen:

| Nr. | Titel                                             | Duur |
| --- | ------------------------------------------------- | ---- |
| 1.  | Your own choice (demoversie uit Matthews tijd)    |      |
| 2.  | Barnyard story (vierde take)                      |      |
| 3.  | The dead man’s dream (zevende take)               |      |
| 4.  | Still there’ll be more (derde take basistrack)    |      |
| 5.  | Whaling stories (backing track)                   |      |
| 6.  | About to die (mix door George Martin)             |      |
| 7.  | Your own choice (alternatieve mix)                |      |
| 8.  | Piggy pig pig (alternatieve mix)                  |      |
| 9.  | Whisky train (Amerikaanse singleversie)           |      |
| 10. | Your own choice (live BBC Radio One, 12 mei 1970) |      |
| 11. | About to die (live BBS Radio One, 12 mei 1970)    |      |